# Óscar Freire Gómez

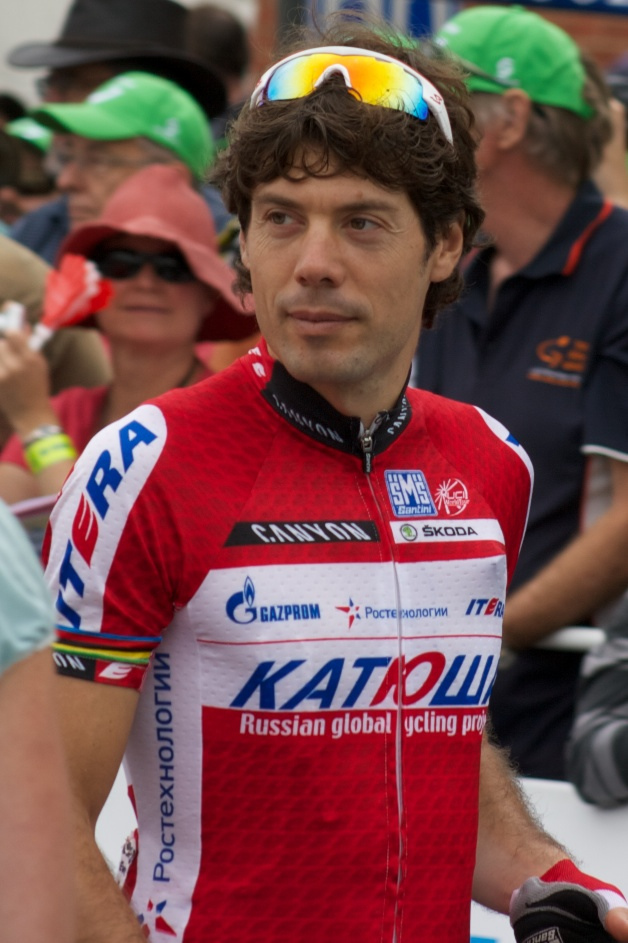
Oscar Freire bei der Tour Down Under 2012

Oscar Freire Gómez (* 15. Februar 1976 in Torrelavega, Spanien) ist ein ehemaliger spanischer Radrennfahrer und dreifacher Straßenweltmeister.
Er galt als untypisch für den spanischen Radsport: Im Gegensatz zu zahlreichen anderen spanischen Radprofis war er kein Bergspezialist, sondern galt als Klassikerjäger und starker Sprinter, dem hohe taktische und technische Fähigkeiten zugeschrieben wurden.

## Karriere
1999 gewann Freire als relativ unbekannter Fahrer überraschend die Straßen-Weltmeisterschaft, indem er aus einer Spitzengruppe der Favoriten 500 Meter vor dem Ziel attackierte. Diesen Erfolg konnte der Spanier 2001 und 2004 wiederholen. Damit hält er zusammen mit Alfredo Binda, Rik Van Steenbergen, Eddy Merckx und Peter Sagan den Weltmeisterschaftsrekord. Bei den Straßenrennen um die Weltmeisterschaft konnte Freire sich außer seinen drei Titelgewinnen noch acht weitere Male unter den ersten zwanzig platzieren: 1998 wurde er 17., 2000 Dritter, 2003 Neunter, 2007 14., 2009 15., 2010 Sechster, 2011 Neunter und 2012 Zehnter.
Jeweils im Sprint konnte er vier Etappen der Tour de France sowie sieben Etappen der Vuelta a España gewinnen. Bei der Deutschland Tour war er 2001 einmal erfolgreich. 2004 gewann er sein erstes wichtiges Eintagesrennen außerhalb der Weltmeisterschaften, den italienischen Frühjahrsklassiker Mailand–San Remo vor Erik Zabel, der im Gefühl eines sicheren Sieges schon die Arme zum Jubeln erhoben hatte. Freire holte den ersten Sieg in San Remo für Spanien seit Miguel Poblet 1959. Auch 2007 und 2010 gewann er Mailand-San Remo im Sprint.
2005 gewann er nicht nur drei Etappen, sondern auch die Gesamtwertung der Fernfahrt Tirreno–Adriatico. Als erster Spanier konnte er das Grüne Trikot bei der Tour de France 2008 gewinnen. Dazu konnte er folgende bedeutende Eintagesrennen als erster Spanier für sich entscheiden: 2006 die Vattenfall Cyclassics, im Jahre 2008 den Halbklassiker Gent–Wevelgem und 2010 das französische Eintagesrennen Paris–Tours.
Oscar Freires Karriere wurde immer wieder durch ein chronisches Rückenleiden unterbrochen. Auch musste er im Jahr 2005 wegen Gesäßbeschwerden sowohl auf die Teilnahme bei der Tour de France wie auch bei der Weltmeisterschaft in Madrid verzichten.
Anfang Juni 2010 verkündete Oscar Freire, dass er seinen Vertrag bei Rabobank bis Ende 2011 verlängert habe und anschließend seine Karriere beenden werde.  Er fuhr dann jedoch seine letzte Saison 2012 im Trikot des russischen Katusha-Teams und konnte noch zwei Siege verbuchen und Zehnter bei den Weltmeisterschaften 2012 werden.

## Ehrungen
In seiner Heimatstadt Torrelavega ist das dort befindliche Velodrom nach ihm benannt: Dort wurde die 11. Etappe der Vuelta a España 2006 gestartet.

## Palmarès
1997

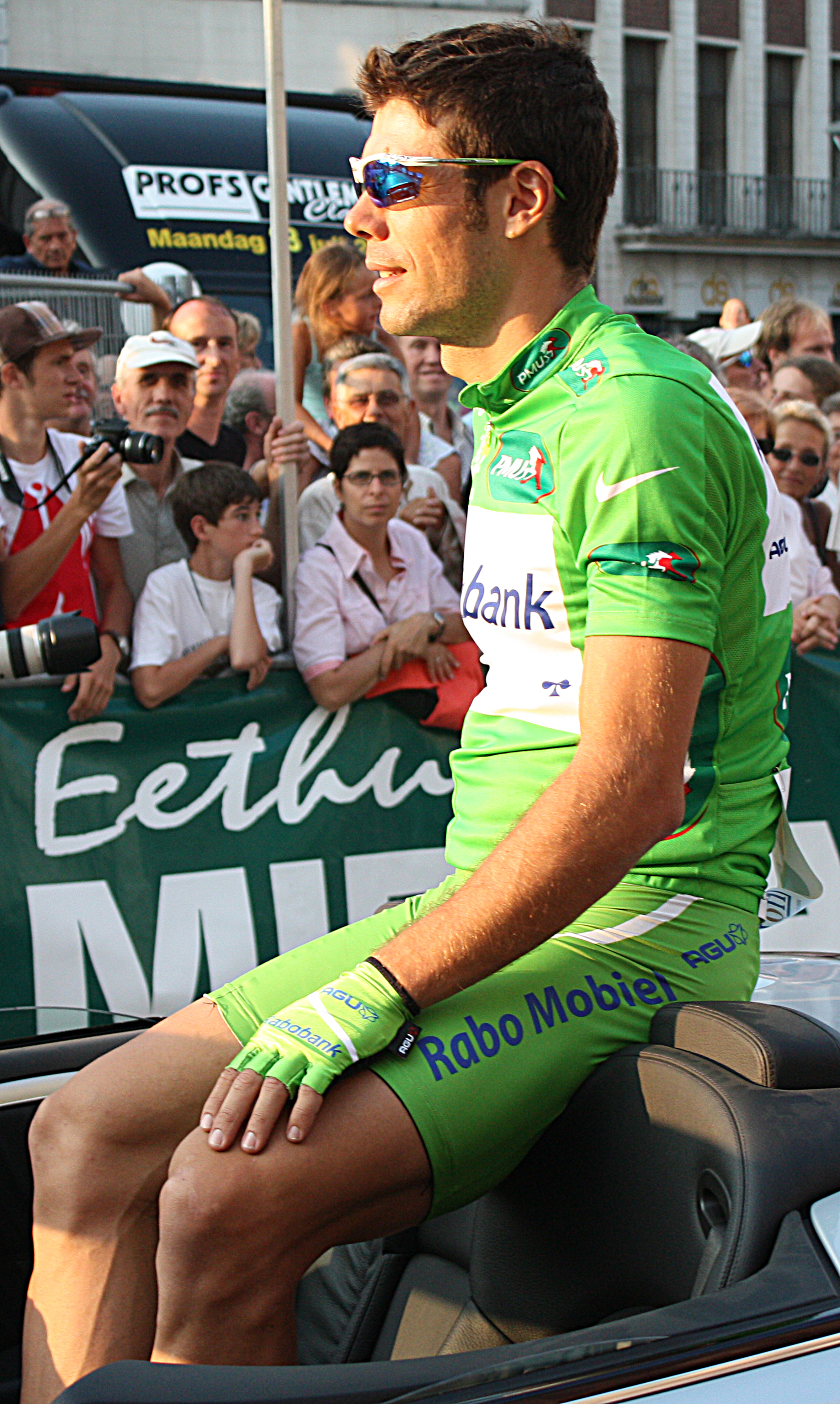
Freire im grünen Trikot der Tour de France 2008

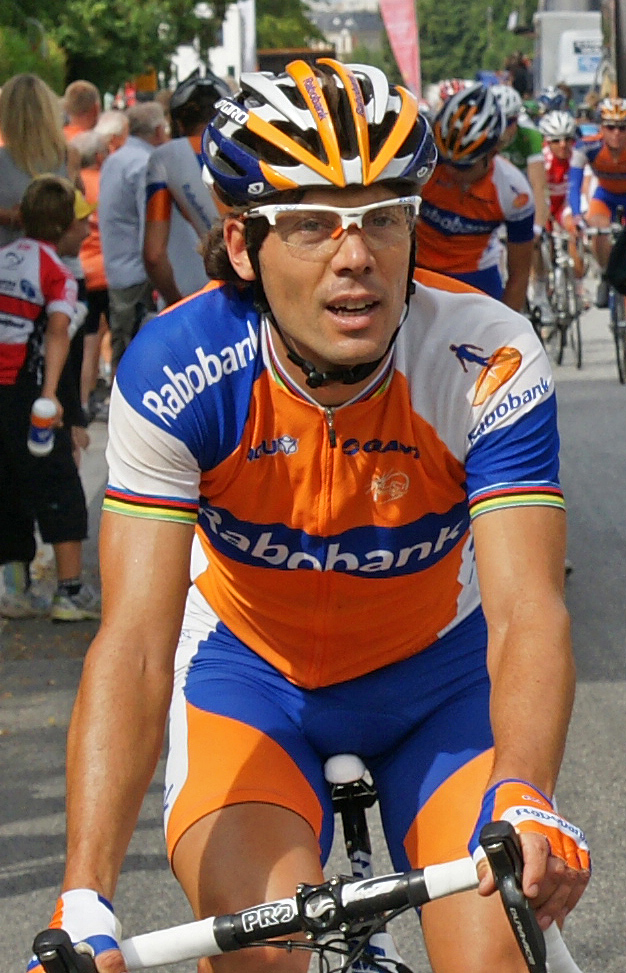
Oscar Freire (2011)

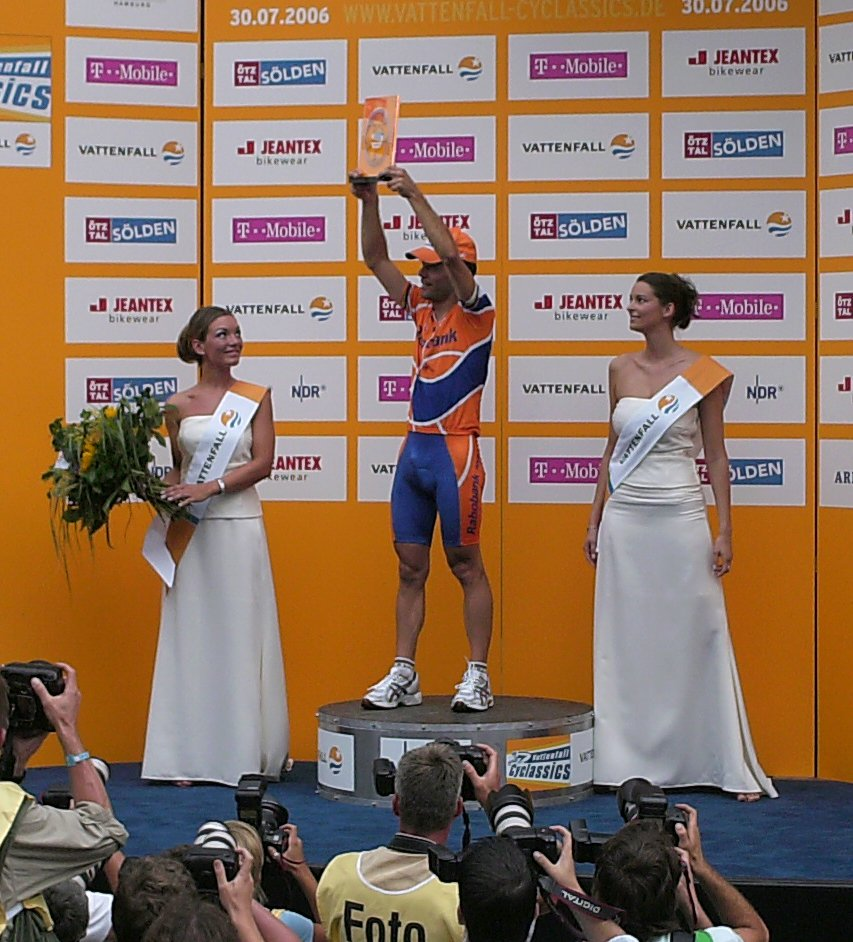
Freire nach seinem Sieg bei den Vattenfall Cyclassics 2006 in Hamburg

- U23-Straßen-Radweltmeisterschaft

1998
- eine Etappe Vuelta a Castilla y León
- Spanische Straßenrad-Meisterschaft

1999
- Straßen-Radweltmeister

2000
- zwei Etappen Vuelta a España
- zwei Etappen Tirreno–Adriatico
- zwei Etappen Vuelta a Aragon
- eine Etappe Giro della Provincia di Lucca
- eine Etappe Volta a la Comunitat Valenciana
- Trofeo Mallorca

2001
- Straßen-Radweltmeister
- eine Etappe Deutschland Tour
- eine Etappe Burgos-Rundfahrt

2002
- eine Etappe Tour de France
- Manacor-Porto Cristo
- Cala Rajada-Cala Millor

2003
- zwei Etappen Vuelta a Andalucía
- eine Etappe Tirreno–Adriatico
- eine Etappe Volta a Catalunya
- Gesamtwertung und zwei Etappen Giro della Provincia di Lucca

2004
- Trofeo Luis Puig
- Cala Millor-Cala Rajada
- eine Etappe Tirreno–Adriatico
- Mailand–Sanremo
- eine Etappe Vuelta a España
- Straßen-Radweltmeister

2005
- Trofeo Mallorca
- Trofeo Alcudia
- Gesamtwertung und drei Etappen Tirreno–Adriatico
- Pfeil von Brabant

2006
- eine Etappe Tirreno–Adriatico
- Pfeil von Brabant
- eine Etappe Baskenland-Rundfahrt
- eine Etappe Tour de Suisse
- zwei Etappen Tour de France
- Vattenfall Cyclassics

2007
- Trofeo Mallorca
- Gesamtwertung und zwei Etappen Ruta del Sol
- Mailand–Sanremo
- Pfeil von Brabant
- drei Etappen Vuelta a España

2008
- zwei Etappen Tirreno–Adriatico
- Gent–Wevelgem
- eine Etappe Tour de Suisse
- eine Etappe und  Punktewertung Tour de France
- eine Etappe Vuelta a España 2008

2009
- zwei Etappen Tour de Romandie

2010
- Trofeo Cala Millor
- zwei Etappen Ruta del Sol
- Mailand-San Remo
- zwei Etappen Baskenland-Rundfahrt
- Paris–Tours

2011
- zwei Etappen Ruta del Sol
- Mannschaftszeitfahren Tirreno–Adriatico

2012
- eine Etappe Tour Down Under
- eine Etappe Ruta del Sol

## Teams
- 1998–1999 Vitalicio Seguros-Grupo Generali
- 2000–2002 Mapei-Quick Step
- 2003–2011 Rabobank
- 2012 Katusha Team